# Otto Pötzl
Otto Pötzl (Vienna, 29 ottobre 1877 – Vienna, 1º aprile 1962) è stato uno psichiatra e neurologo austriaco.

## Biografia
Otto Pötzl nacque a Vienna nel 1877 dal giornalista e scrittore Eduard Pötzl. Studiò Medicina all'Università di Vienna, dove si laureò nel 1901. Nel 1911 si abilitò in Psichiatria e Neurologia sempre all'Università di Vienna, dove divenne poi professore ordinario nel 1919.
Nel 1930 si iscrisse al Partito Nazionalsocialista Tedesco dei Lavoratori.
Morì a Vienna nel 1962.

## Studi
Gli studi di Pötzl si focalizzarono maggiormente sulla neuropsicologia della percezione, in particolare visiva, e dei disturbi a essa legati.
In tale ambito, egli fu uno dei pionieri dello studio della percezione inconscia. Il primo esperimento in tal senso, effettuato nel 1917 e riguardante l'influsso inconscio provocato da immagini veloci su uno schermo, riscosse l'interesse di Sigmund Freud, che riporta in una nota de L'interpretazione dei sogni:
()

## Nella letteratura
Lo scrittore Aldous Huxley, nel suo saggio Ritorno al mondo nuovo, in cui espone le problematiche politico-sociali alla base del suo romanzo Il mondo nuovo, menziona più volte Pötzl nel paragrafo La persuasione subconscia, in cui immagina possibili modi in cui immagini o scritte veloci, sotto la soglia della percezione conscia, possano essere utilizzati in film o televisione per attuare forme di persuasione di massa per scopi commerciali o politici.

Il capitolo si conclude con le parole:
()